# 5624 Ширлі
5624 Ширлі (5624 Shirley) — астероїд головного поясу, відкритий 11 січня 1991 року.
Тіссеранів параметр щодо Юпітера — 3,220.